# Melanolophia accurata
Melanolophia accurata är en fjärilsart som beskrevs av Louis Beethoven Prout 1910. Melanolophia accurata ingår i släktet Melanolophia och familjen mätare. Inga underarter finns listade i Catalogue of Life.